# Semîkozivka, Bilovodsk
Semîkozivka (în ucraineană Семикозівка) este o comună în raionul Bilovodsk, regiunea Luhansk, Ucraina, formată numai din satul de reședință.

## Demografie
Componența lingvistică a comunei Semîkozivka
     Ucraineană (84,45%)
     Rusă (15,5%)
     Alte limbi (0,05%)
Conform recensământului din 2001, majoritatea populației comunei Semîkozivka era vorbitoare de ucraineană (84,45%), existând în minoritate și vorbitori de rusă (15,5%).